# زبان اوستایی
زبان اَوِستایی که در گذشته آن را زبان زَنْد نیز می‌نامیدند، از شاخهٔ زبان‌های ایرانی باستان و از درخت تناور زبان‌های هندو-اروپایی است. نَسک‌های اوستا، کتاب مقدس زرتشتیان را بدین زبان نوشته‌اند. زبان اوستایی شامل دو زبان ایرانی باستانی است: اَوِستایی کُهَن (که در هزاره دوم تا یکم پیش از میلاد صحبت می‌شد) و اَوِستایی نو (در هزاره اول پیش از میلاد تکلم می‌شد). این زبان به دلیل کاربرد خود به عنوان زبان کتاب مقدس زرتشتی شناخته شده است. این زبان یک زبان ایرانی شرقی است که در شاخه زبانهای هندوایرانی از خانواده زبانهای هندواروپایی دسته‌بندی می‌شود. جد بلافصل آن زبان نیا-ایرانی است، یک زبان هم ریشه با زبان نیا-هندوآریایی، که هر دو از زبان نیا-هندوایرانی توسعه یافته بودند. به این ترتیب، اوستای قدیم هم از نظر دستور زبان و هم از نظر واژگان به سانسکریت ودایی، یک زبان کهن دیگر از زبان‌های هندوآریایی، بسیار نزدیک است.
حالت زبان اوستایی، به زبان‌های مقدس برمی‌گردد، از اینرو با اینکه سال‌ها و سده‌ها از مرگش گذشته بوده در میان نوشته‌ها و آیین‌های دینی مزدیسنا بکار برده می‌شده است.
تنها اثر به جا مانده به آن اوستا است. از مطالعهٔ اوستا برمی‌آید که دو گویش گوناگون از این زبان در اوستا به کار رفته است که یکی کهنه‌تر می‌نماید. نخستین گویش گاهانی است که سروده‌های شخص زرتشت به آن است. به علاوه یسن‌های ۳۵ تا ۴۱ (هفت هات) و نیز چهار دعا از یسن ۲۷ به این گویش است.
گویش پسین‌تر گویش سایر قسمت‌های اوستای امروزی است.

## تبار و خاستگاه زبانی

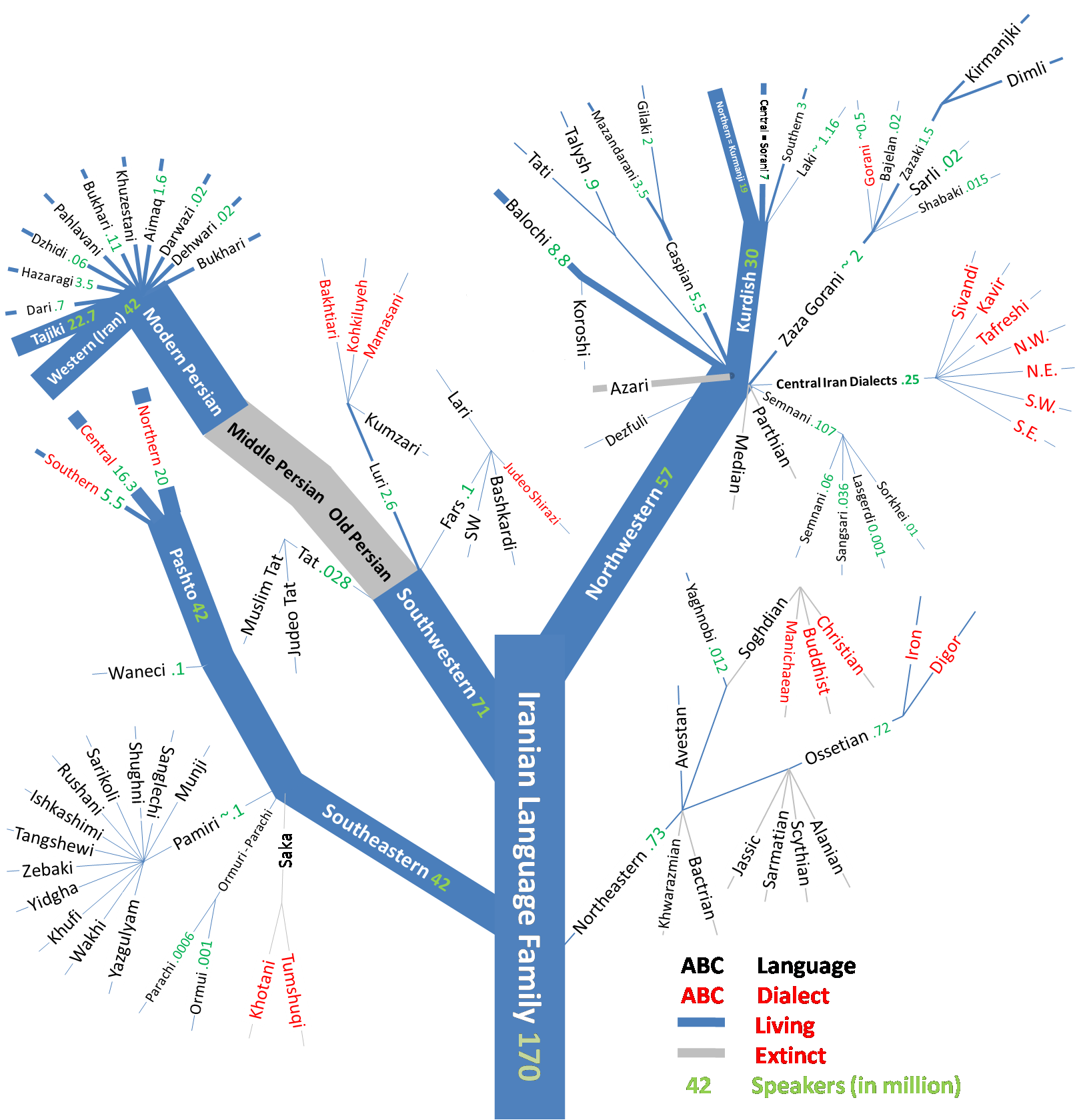
شجره‌نامه زبان‌های ایرانی

گرنوت ویندفور، ایرانشناس، این احتمال را مطرح می‌کند که زبان اوستایی توسط قبایل ساکن در مناطق شمال شرق ایران و زبان قدیم فارسی در منطقه جنوب غرب ایران استفاده می‌شده است و او معتقد است که این زبان هم‌ریشه با سانسکریت و نزدیک به پارسی باستان است.
زبان اوستایی که با شمال‌شرقی ایران و زبان پارسی باستان که به جنوب غربی ایران تعلق دارند، هر دو شاخه‌هایی از زبان نیا-ایرانی یا ایرانی کهن هستند. زبان هندی کهن نیز همریشه‌ای نزدیک به این زبان‌هاست که همه‌شان برگرفته از گروه زبانی هندو-ایرانی است. زبان‌های ایرانی عموماً به دو شاخه «شرقی» یا «خاوری» و «غربی» یا «باختری» رده‌بندی می‌شوند که چارچوب زبان اوستایی در شاخه شرقی است؛ زیرا تفاوت به معنای محدود این است که اوستایی تکوین‌های زبان‌شناختی‌اش را در چاچوب زبان‌های ایرانی شرقی بیانجامیده، نه ایرانی غربی؛ چون که در آن زمان هنوز زبان‌های ایرانی شرقی و غربی از همدیگر جدا نشده بودند. زبان اوستایی هیچ‌یک از نشانه‌های صرفی یا ساختواژه‌ای ایرانی (جنوب) غربی؛ همچون پارسی باستان را نشان نمی‌دهد از اینرو نمی‌توان آن را ایرانی غربی برشمرد. باری این جمله بدین معناست که این زبان فقط «زبان غیر-غربی ایرانی» است و از اینرو «شرقی» نامندش. زبان اوستایی نیز مانند زبان پارسی باستان دارای دگرش‌ها و تکوین واژگانی خاص خود است برای نمونه صفت «اَشَ» (به اوستایی: 𐬀𐬱𐬀 ،aša) که بایستی از دگرش واجی rt* بوده است زیرا همریشه‌ها و هم‌ارزهایش در زبان‌های پارسی باستان «اَرْتَ» (به پارسی باستان:𐎠𐎼𐎫) و سنسکریت ودایی «ڑتَ» (به سانسکریت: ऋत، ṛtá) هستند. زبان اوستایی کهن (بخش گاثاها) به پارسی باستان نزدیکی بالایی دارد و ذاتاً با سنسکریت ودایی همریشه است. اعتقاد بر این است که نیای زبانهای ایرانی شرقی مانند زبان پشتو با زبان اوستایی دارای مشابهت‌هایی باشند.
تاریخ متروک شدن زبان اوستایی به‌درستی دانسته نیست. کهن‌ترین قسمت اوستا (سرودهای زردشت) محتملاً میان قرون ۱۰ و ۶ ق.م. تنظیم شده، ولی قسمت عمدهٔ آن که جدیدتر است متعلق به دورهٔ هخامنشی است. اوستا که تنها اثر این زبان است به خطی که در اواخر دورهٔ ساسانی برای نوشتن اوستا از روی خط پهلوی تنظیم شده، نوشته شده. تحقیق زبان اوستایی با توسعهٔ زبان‌شناسی تطبیقی پیشرفت بسیار کرده، اما هنوز فهم همهٔ نکات اوستا به آسانی ممکن نیست.

## ساختواژ و چگونگی توسعهٔ زبان‌شناختی

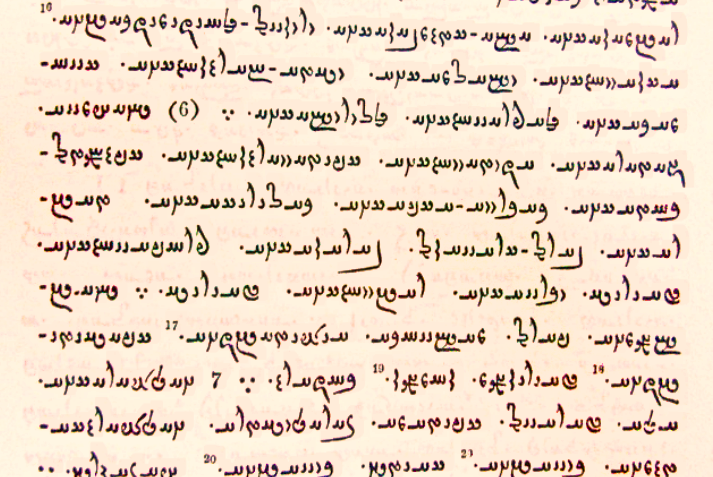
پاره ششم از بخش زامیادیشت دفتر یشت‌ها به زبان اوستایی که در آن از کوه رئونت یا کوه ریوند، پایگاه بُرزین‌مِهر نام برده شده است.

از دید زبانشناختی، اوستایی به دو شکل یا دیسه به نام‌های «اوستایی کهن» (کهن‌اوستایی) (به انگلیسی: Old Avestan) (یا اوستایی گاثایی) و «اوستایی جوان‌تر» (نواوستایی) (به انگلیسی: Younger Avestan or Young Avestan) دسته‌بندی می‌شود. دیسهٔ اوستایی جوان‌تر از دگرگشت و فرگشت زبانی اوستایی کهن به دست نیامده و این دو گویش در یک زمان نبوده‌اند. همهٔ اوستا به یکی از دو گویش یادشده هستند. کارل هوفمان (به آلمانی: Karl Hoffmann) کوشید تا برپایه نوشته‌های موجود از اوستا این چگونگی توسعه را ردیابی کند و توانست نظمی زمان‌شناختی سردستی و نزدیکی را بیابد:
- زبان مادری سرایندگان گاثاها، هفت هاتِ یسنا و چهار نماز سپند (یسنا ۲۷ و ۵۴) بوده است.
- سروده‌ها به آهستگی منجر به سرعت‌بخشیدن به دگرگونی‌ها می‌شوند.
- گویش اوستایی کهن به اوستایی جوان‌تر تغییر می‌کند زیرا گویش‌وران دیگر به اوستایی کهن سخن نمی‌گفتند.
- زبان مادری نوشتارها برپایه زبان اوستایی جوان‌تر نوشته شدند.
- برای یکسان‌سازی یا استانش (standardization) نوشتارها؛ دگرگونی‌های عمدی انجام می‌شوند.
- دگرش زبانی اوستایی بخاطر جابجایی و ترابرد به مناطقی که اوستایی زبان مادریشان نبوده است.
- سازش / ترجمه‌های بخش‌هایی از متونی که از مناطق دیگر بوده‌اند
- آمیزش متن‌های نادستورزبانی اوستایی واپسین
- ثبت آواشناختی نوشتارهای اوستایی در چارچوب ساسانی
- زوال پسا-ساسانی نسخ نوشتارها بخاطر تلفظ و واگویش نادرست
- اشتباهات و خطاهای شناخته شده طی نسخه‌برداری

بسیاری از ویژگی‌های آواشناختی را نمی‌توان به زمان خاصی ارجاع داد زیرا ممکن است این اتفاقات در یک زمان رخ داده باشد.

## الفبا و نگارش زبان
در دورهٔ ساسانیان الفبایی برپایهٔ الفبای زبوری و پهلوی اختراع شد و اوستا بدان نوشته شد. این الفبا را خط اوستایی یا دین دبیره نامیده‌اند. این الفبا برای هریک از آواهای اوستایی یک نشانه دارد. نشانه‌های الفبایی جدا از هم نوشته می‌شده و در هر جای کلمه که می‌آمده یک صورت داشته است. دین دبیره دارای ۵۳ نویسه که ۱۶ تا از آن‌ها صدادار است و آواهای زبان را به خوبی از یک‌دیگر متمایز می‌کند. دلیل این دقت بالا در ابداع خط آن است که این خط را برای ثبت متون مقدس ساخته بودند و می‌بایست صورت دقیق تلفظ را بازتاب می‌داده است. الفبای اوستایی ۳۷ حرف بی‌صدا و ۱۶ حرف صدادار دارد. دو رویهٔ رونویسی برای اوستایی موجود است: روش قدیمی؛ کریستین بارتولومه (Christian Bartholomae) و شیوه نوتر کارل هوفمان (Carl Hoffmann).

## متن‌های اوستایی
متون به جای مانده به این زبان همگی در حیطهٔ مجموعه اوستا قرار دارند. اوستای باستانی دارای بیست و یک کتاب مجزا بوده که امروزه تنها پنج بخش آن به ما رسیده که حدود یک سوم اوستای ساسانیان است. قدیمی‌ترین بخش اوستا سرودهای گاهان است که زرتشت را سراینده آن دانسته‌اند. سابقهٔ این اشعار برپایهٔ گمانه‌زنی‌های زبانشناختی به اوایل هزارهٔ نخست پیش از میلاد می‌رسد. سایر بخش‌های اوستا در قرن‌های بعدی تکمیل شده‌اند. اوستای کنونی بجز گاهان دارای پنج بخش دیگر است که زبانی نسبتاً یکدست دارد. این بخش‌ها شامل یسنا، یشت، ویسپرد، وندیداد و خرده اوستا می‌باشد.

## تأثیر زبان‌های ایرانی میانه در انتقال نوشته‌های اوستایی
از آنجایی که تا روزگار ساسانی اوستا به صورت سروده‌هایی میان مردم سینه به سینه از بر می‌شده، لذا این چیز شگفت‌انگیزی نیست که بسته به زبان بومی مردمان زرتشتی آنجا در روزگار زبان‌های ایرانی میانه، تأثیراتی نداشته باشد. رودریگر اشمیت (به آلمانی: Rüdiger Schmitt) زبان‌شناس آلمانی، زبان‌های پارتی و پارسی میانه زبان‌های مؤثر بر نوشته‌های اوستایی می‌داند.

## آواشناسی
آواها در زبان اوستایی نقش عمده‌ای ایفا کرده و به دلیل ویژگی تصریفی زبان در تغییر حالات نقش مهمی داشته‌اند. آواهای زبان اوستایی براساس آوانویسی دوران جدید که برای سهولت مطالعه این زبان توسط متخصصان ایجاد شده به دو بخش واکه و همخوان تقسیم می‌شوند.
واکه‌ها:
a ā ə ə̄ e ē o ō å ā̊ ą i ī u ū
|        | واکه پیشین | واکه پیشین | واکه مرکزی | واکه مرکزی | واکه پسین | واکه پسین |
| کوتاه  | بلند       | کوتاه      | بلند       | کوتاه      | بلند      |           |
| بسته   | i /i/      | ī /i:/     |            |            | u /u/     | ū /u:/    |
| میانه  | e /e/      | ē /e:/     | ə /ə/      | ə̄ /ə:/     | o /o/     | ō /o:/    |
| باز    |            |            | a /a/      | ā /a:/     | å /ɒ/     | ā̊ /ɒ:/    |
| خیشومی |            |            | ą /ã/      |            |           |           |

همخوان‌ها:
k g γ x xʷ č ǰ t d δ ϑ t̰ p b β f
ŋ ŋʷ ṇ ń n m y w r s z š ṣ̌ ž h
|                | لبی      | لبی   | دندانی | دندانی | لثه‌ای | لثه‌ای | پیش-کامی یا کامی | پیش-کامی یا کامی | نرم‌کامی | نرم‌کامی | لبی-نرمکامی | لبی-نرمکامی | چاکنایی |
| -------------- | -------- | ----- | ------ | ------ | ----- | ----- | ---------------- | ---------------- | ------- | ------- | ----------- | ----------- | ------- |
| انسدادی خیشومی |          | m /m/ |        | n /n/  |       |       |                  | ń [ɲ]            |         | ŋ /ŋ/   |             | ŋʷ /ŋʷ/     |         |
| کامی           | p /p/    | b /b/ | t /t/  | d /d/  |       |       | č /tʃ/           | ǰ /dʒ/           | k /k/   | g /ɡ/   |             |             |         |
| سایشی          | f /ɸ, f/ | β /β/ | ϑ /θ/  | δ /ð/  | s /s/ | z /z/ | š /ʃ/            | ž /ʒ/            | x /x/   | γ /ɣ/   | xʷ /xʷ/     |             | h /h/   |
| ناسوده         |          |       |        |        |       |       |                  | y /j/            |         |         |             | w /w/       |         |
| لرزشی          |          |       |        | r /r/  |       |       |                  |                  |         |         |             |             |         |

## دستور زبان

### نام‌ها (اسم‌ها)
اوستایی دارای دستور زبان پیچیده و نسبتاً سنگینی نسبت به دیگر زبان‌های ایرانی به ویژه زبان‌های ایرانی نو است و این گفته که فلان زبان ایرانی نو مانند زبان. لکی یا هورامی یا بلوچی یا فارسی نو و … ادامه‌دهنده این زبان است، پایه و اساس دانشی و خردورزانه ندارد. هر نامی (:اسمی) در اوستایی به هشت دیسه نهادی، ندایی، رایی، بایی، برایی، ازی، اضافه و دری صرف می‌شود. نام‌های اوستایی بسته به پایانه‌هایشان دارای صرف‌های ویژه به خودی هستند که در جدول‌های زیر برای مقایسه در کنار هم با ذکر گونه پایانه از آن‌ها یاد شدند.
مفهوم مجموعهٔ روابط نحوی-معنایی در زبان‌های باستانی نیز وجود داشته است؛ برای مثال، در دستور پانینی دربارهٔ زبان سانسکریت به این نکته اشاره شده است که نشانه‌های حالت برایی و مفعولی هر دو برای افعال حرکتی به کار می‌روند، اما اگر حرکت انتزاعی باشد، حالت برایی کاربرد ندارد. در زبان اوستایی نیز می‌توان چنین روابط نحوی-معنایی را مشاهده کرد. در این زبان، حالت برایی می‌تواند نقش‌های معنایی متعددی را ایفا کند. زبان اوستایی دارای هشت حالت دستوری است که هر کدام نقش‌های معنایی متعددی دارند. ۱۰ نقش معنایی برای حالت برایی شناسایی شده است: پذیرنده، بهره‌ور، مکان، مقصد، هدف، گستره، شیوه، همراهی، عامل و نگرشی. همچنین نشان داده شده است که دیگر حالت‌های دستوری نیز می‌توانند برخی از این نقش‌های معنایی را ایفا کنند.
صرف نام‌های با پایانه‌های عادی و aدار (مذکر و خنثی)
| صرف             | پایانه‌های عادی | پایانه‌های عادی | پایانه‌های عادی    | پایانه‌های aدار (مذکر و خنثی) | پایانه‌های aدار (مذکر و خنثی) | پایانه‌های aدار (مذکر و خنثی) |
| صرف             | مفرد           | مثنی           | جمع               | مفرد                         | مثنی                         | جمع                          |
| --------------- | -------------- | -------------- | ----------------- | ---------------------------- | ---------------------------- | ---------------------------- |
| نهادی           | -s             | -ā             | -ō (-as), -ā      | -ō                           | -a                           | -a                           |
| ندایی           | –              | -ā             | -ō (-as), -ā      | -a                           | -a                           | -a, -ā̊nghō                   |
| رایی            | -əm            | -ā             | -ō (-as, -ns), -ā | -əm                          | -a                           | -ą                           |
| بایی            | -ā             | -byā           | -bīš              | -a                           | -aēibya                      | -āiš                         |
| برایی           | -ē             | -byā           | -byō (-byas)      | -āi                          | -aēibya                      | -aēibyō                      |
| ازی             | -at            | -byā           | -byō              | -āt                          | -aēibya                      | -aēibyō                      |
| وابستگی (اضافی) | -ō (-as)       | -ā̊             | -ąm               | -ahe                         | -ayā̊                         | -anąm                        |
| دری             | -i             | -ō, -yō        | -su, -hu, -šva    | -e                           | -ayō                         | -aēṣ̌u , -aēṣ̌va               |

صرف نام مذکر yasna (با پایانه a) به معنای «ستایش» و «نیایش»
| صرف             | پایانه‌های aدار (مذکر و خنثی) | پایانه‌های aدار (مذکر و خنثی) | پایانه‌های aدار (مذکر و خنثی) |
| صرف             | مفرد                         | مثنی                         | جمع                          |
| --------------- | ---------------------------- | ---------------------------- | ---------------------------- |
| نهادی           | yasnō                        | yasna                        | yasna                        |
| ندایی           | yasna                        | yasna                        | yasna                        |
| رایی            | yasnəm                       | yasna                        | yasną                        |
| بایی            | yasna                        | yasnaēibya                   | yasnāiš                      |
| برایی           | yasnāi                       | yasnaēibya                   | yasnaēibyō                   |
| ازی             | yasnāt                       | yasnaēibya                   | yasnaēibyō                   |
| وابستگی (اضافی) | yasnahe                      | yasnayā̊                      | yasnanąm                     |
| دری             | yasne                        | yasnayō                      | yasnaēṣ̌u                     |

صرف نام‌های با پایانه‌های āدار (مؤنث) و i یا ī-دار (مذکر، خنثی و مؤنث)
| صرف             | پایانه‌های āدار (مؤنث) | پایانه‌های āدار (مؤنث) | پایانه‌های āدار (مؤنث) | پایانه‌های i و ī-دار (مذکر، خنثی و مؤنث) | پایانه‌های i و ī-دار (مذکر، خنثی و مؤنث) | پایانه‌های i و ī-دار (مذکر، خنثی و مؤنث) |
| صرف             | مفرد                  | مثنی                  | جمع                   | مفرد                                    | مثنی                                    | جمع                                     |
| --------------- | --------------------- | --------------------- | --------------------- | --------------------------------------- | --------------------------------------- | --------------------------------------- |
| نهادی           | -a                    | -e                    | -ā̊                    | -iš                                     | -i                                      | -ayō                                    |
| ندایی           | -e                    | -e                    | -ā̊                    | -e                                      | -i                                      | -----                                   |
| رایی            | -ąm                   | -e                    | -ā̊                    | -īm                                     | -i                                      | -īš                                     |
| بایی            | -aya                  | -ābya                 | -ābīš                 | -i                                      | -ibya                                   | ----                                    |
| برایی           | -ayāi                 | -ābya                 | -ābyō                 | -ə̄e                                     | -ibya                                   | -ibyō                                   |
| ازی             | -ayāṯ                 | -ābya                 | -ābyō                 | -ōit                                    | -ibya                                   | -ibyō                                   |
| وابستگی (اضافی) | -ayā̊                  | -ayā̊                  | -anąm                 | -ōiš                                    | -----                                   | -inąm                                   |
| دری             | -aya                  | ----                  | -āhu                  | -a                                      | -----                                   | -----                                   |

برای نمونه واژهٔ گَئیری (به اوستایی: 𐬔𐬀𐬌𐬭𐬌، آوانگاری: gairi) به معنای کوه که مذکر است و در این دسته گنجانیده می‌شود. همریشه‌های واژه یادشده اوستایی امروزه به دیسه‌های «گَر» در پارسی، «قَرِه» (qare) در مازندرانی (مانند قره قئلند-qare qoeland که نام کوهی است در شهرستان کتول) و «غَر» (ǧar) در پشتو به همان معنا دیده می‌شوند.
برای نمونه واژهٔ فْرَوَشی (به اوستایی: 𐬟𐬭𐬀𐬎𐬎𐬴𐬌، آوانگاری: frauuaši) به معنای فروهر یا روح نامیرای آدمی که مؤنث است و در این دسته گنجانیده می‌شود. واژه یادشده اوستایی امروزه به دیسه‌های «فروهر» در پارسی به همان معنا دیده می‌شوند.
صرف نام‌های با پایانه‌های ī-دار (مؤنث)
| صرف             | پایانه‌های ī-دار (مؤنث) | پایانه‌های ī-دار (مؤنث) | پایانه‌های ī-دار (مؤنث) |
| صرف             | مفرد                   | مثنی                   | جمع                    |
| --------------- | ---------------------- | ---------------------- | ---------------------- |
| نهادی           | -i                     | -i                     | -īṣ̌                    |
| ندایی           | -i                     | -i                     | ----                   |
| رایی            | -īm                    | -i                     | -iṣ̌                    |
| بایی            | -ya                    | -ibya                  | -ibiš                  |
| برایی           | -yāi                   | -ibya                  | -ibyō                  |
| ازی             | -yāṯ                   | -ibya                  | -ibyō                  |
| وابستگی (اضافی) | -yā̊                    | ----                   | -inąm                  |
| دری             | -aya                   | ----                   | -iṣ̌u                   |

برای نمونه واژهٔ بَرِثری (به اوستایی: 𐬠𐬀𐬭𐬆𐬚𐬭𐬍، آوانگاری: barəθrī) به معنای مادر و زاینده که مؤنث است و در این دسته گنجانیده می‌شود.
صرف نام‌های با پایانه‌های u-دار (مذکر)
| صرف             | پایانه‌های u-دار (مذکر) | پایانه‌های u-دار (مذکر) | پایانه‌های u-دار (مذکر) |
| صرف             | مفرد                   | مثنی                   | جمع                    |
| --------------- | ---------------------- | ---------------------- | ---------------------- |
| نهادی           | -uš                    | -u/-ū                  | -auuō                  |
| ندایی           | -ō                     | -u/-ū                  | ----                   |
| رایی            | -ūm                    | -u/-ū                  | -ūš                    |
| بایی            | -u                     | -ubiia                 | ----                   |
| برایی           | -auua                  | -ubiia                 | -ubiiō                 |
| ازی             | -aoṯ                   | -ubiia                 | -ubiiō                 |
| وابستگی (اضافی) | -aoš/-ə̄uš              | -uuā̊                   | -unąm                  |
| دری             | -āu                    | -uuō                   | -uṣ̌u                   |

برای نمونه واژهٔ پَسْو (به اوستایی: 𐬞𐬀𐬯𐬎، آوانگاری: pasu) به معنای چارپای اهلی و دام که مذکر است و در این دسته گنجانیده می‌شود. همریشه‌های واژه یادشده اوستایی امروزه به دیسه‌های «بَسوق» در پارسی نو، «پَس» (په‌س/پأس-pas) در کردی کلهری، لکی و زازاکی، «پَز» در کردی سورانی و کرمانجی (په‌ز-paz), «پَس» (pas) در بلوچی، «پسه» (psᶕ/pәsᶕ) در پشتو و «فیش» (фус -fus) یا «فوش» (фыс -fys) در آسی به معنای گوسفند و دام دیده می‌شوند.
صرف نام‌های با پایانه‌های ū-دار (مؤنث)
| صرف             | پایانه‌های ū-دار (مؤنث) | پایانه‌های ū-دار (مؤنث) | پایانه‌های ū-دار (مؤنث) |
| صرف             | مفرد                   | مثنی                   | جمع                    |
| --------------- | ---------------------- | ---------------------- | ---------------------- |
| نهادی           | -uš                    | ندارد                  | -uuō                   |
| ندایی           | ----                   | ندارد                  | ----                   |
| رایی            | -uuə̄m                  | ندارد                  | -uuō                   |
| بایی            | -uua                   | ندارد                  | -ubiš                  |
| برایی           | -uiie                  | ندارد                  | -ubiiō                 |
| ازی             | -uuaṯ                  | ندارد                  | -ubiiō                 |
| وابستگی (اضافی) | -uuō                   | ندارد                  | -unąm                  |
| دری             | ----                   | ندارد                  | -uṣ̌u                   |

برای نمونه واژهٔ تَنوُ (به اوستایی: 𐬙𐬀𐬥𐬏، آوانگاری: tanū) به معنای تن و بدن که مؤنث است و در این دسته گنجانیده می‌شود. همریشه‌های واژه یادشده اوستایی امروزه به دیسه‌های «تَن» در پارسی نو، «تَن» (ته‌ن/تأن-tan) در کردی کلهری، لکی، زازاکی، کردی سورانی و کرمانجی، «تَن» (tan) در بلوچی، «تَن» (tan) در پشتو به معنای جسم و پیکر دیده می‌شوند.
صرف نام‌های با پایانه‌های āi-دار (مؤنث)
در این گروه از واژگان آگاهی چندانی از چگونگی گردانش یا تصریف نیست. باری بدین گونه اند
| صرف             | پایانه‌های āi-دار (مؤنث) | پایانه‌های āi-دار (مؤنث) | پایانه‌های āi-دار (مؤنث) |
| صرف             | مفرد                    | مثنی                    | جمع                     |
| --------------- | ----------------------- | ----------------------- | ----------------------- |
| نهادی           | ----                    |                         | ----                    |
| ندایی           | ----                    | ----                    |                         |
| رایی            | -āiiō                   |                         |                         |
| بایی            |                         |                         |                         |
| برایی           |                         |                         |                         |
| ازی             |                         |                         |                         |
| وابستگی (اضافی) |                         |                         |                         |
| دری             |                         |                         |                         |

برای نمونه واژهٔ رائی (به اوستایی: 𐬭𐬁𐬌، آوانگاری: rāi) به معنای شکوه و درخشش است.
صرف نام‌های با پایانه‌های āu-دار (مذکر و مؤنث)
دربارهٔ گردانش این پایانه آگاهی‌ها بیشتر از همتای āi-دار است. این پایانه دیسه قوی (بالنده) پایانه‌های ao-دار است.
| صرف             | پایانه‌های āu-دار (مذکر و مؤنث) | پایانه‌های āu-دار (مذکر و مؤنث) | پایانه‌های āu-دار (مذکر و مؤنث) |
| صرف             | مفرد                           | مثنی                           | جمع                            |
| --------------- | ------------------------------ | ------------------------------ | ------------------------------ |
| نهادی           | -āuš/ -aoš                     | -auuā                          | -auuō                          |
| ندایی           | -āuš/ -aoš                     | -auuā                          | ----                           |
| رایی            | -ąm                            | -auuā                          | -ā̊                             |
| بایی            | -auua                          | -----                          | -aobīš                         |
| برایی           | -auuōi/ -auue                  | -----                          | ----                           |
| ازی             | -aoṯ                           | -----                          | ----                           |
| وابستگی (اضافی) | -ə̄uš                           | -auuā̊                          | -auunąm                        |

برای نمونه واژهٔ گائو/ گَئُ (به اوستایی: 𐬔𐬁𐬎/𐬔𐬀𐬊، آوانگاری: gāu/gao) به معنای گاو که مذکر است و در این دسته گنجانیده می‌شود. همریشه‌های واژه یادشده اوستایی امروزه به دیسه‌های «گاو» در پارسی نو، «گا» (گا-gā) در کردی کلهری، لکی، زازاکی، کردی سورانی و کرمانجی، «گوک» (gúk) در بلوچی، «غوا» (ǧwâ) در پشتو و «غوگ» (гъог-ǧog) یا «قوگ» (хъуг -qug) در آسی به معنای گاو دیده می‌شوند.
صرف نام‌های با پایانه‌های دارای گردش واکه‌ای و به همخوان پایان می‌رسند (مذکر، مؤنث و خنثی)
دربارهٔ این تصریف نمی‌توان روش معینی بکار برد از اینرو برای اینکه با شیوه تصریفش آشنا شوید از نمونه‌هایی که بیشترین گونه‌های گردانیده و تصریف شده را دارد یاد می‌کنیم.
| صرف             | واژه «𐬬𐬍𐬯» (vīs) به معنای دهکده (مؤنث)؛ به همخوان پایان می‌یابد | واژه «𐬬𐬍𐬯» (vīs) به معنای دهکده (مؤنث)؛ به همخوان پایان می‌یابد | واژه «𐬬𐬍𐬯» (vīs) به معنای دهکده (مؤنث)؛ به همخوان پایان می‌یابد |
| صرف             | مفرد                                                           | مثنی                                                           | جمع                                                            |
| --------------- | -------------------------------------------------------------- | -------------------------------------------------------------- | -------------------------------------------------------------- |
| نهادی           | vīš                                                            | vīs                                                            | vīsō                                                           |
| ندایی           | vīš                                                            | vīsa                                                           | vīsō                                                           |
| رایی            | vīsəm                                                          | vīsa                                                           | vāsō                                                           |
| بایی            | vīsa                                                           | vīžibiia                                                       | vīžibīš                                                        |
| برایی           | vīse                                                           | vīžibiia                                                       | vīžibiiō                                                       |
| ازی             | vīsaṯ                                                          | vīžibiia                                                       | -----                                                          |
| وابستگی (اضافی) | vīsō                                                           | vīsā̊                                                           | vīsąm                                                          |
| دری             | vīsi                                                           | -----                                                          | vīṣ̌u                                                           |

برای نمونه واژهٔ اَست (به اوستایی: 𐬀𐬯𐬝، آوانگاری: asṯ) به معنای استخوان و هسته که خنثی است و در این دسته گنجانیده می‌شود. همریشه‌های واژه یادشده اوستایی امروزه به دیسه‌های «اَست» در پارسی نو، «هَستی» (هه‌ستی-hastī) در کردی کلهری، لکی، و کرمانجی «اَستَه» (este-asta) در زازاکی و «اِیسک» (ئێسک-ēsk) در کردی سورانی و «اِشتَگ» (стæг-štag) در آسی به معنای استخوان دیده می‌شوند.
| صرف             | واژه «𐬁𐬞» (āp) به معنای آب (مؤنث)؛ دارای گردش واکه‌ای است | واژه «𐬁𐬞» (āp) به معنای آب (مؤنث)؛ دارای گردش واکه‌ای است | واژه «𐬁𐬞» (āp) به معنای آب (مؤنث)؛ دارای گردش واکه‌ای است |
| صرف             | مفرد                                                     | مثنی                                                     | جمع                                                      |
| --------------- | -------------------------------------------------------- | -------------------------------------------------------- | -------------------------------------------------------- |
| نهادی           | āfš                                                      | āpa / āpe                                                | āpō/ apas-ča                                             |
| ندایی           | ----                                                     | -----                                                    | -----                                                    |
| رایی            | āpəm                                                     | -----                                                    | āpō/ apas-ča                                             |
| بایی            | apā-ča                                                   | -----                                                    | -----                                                    |
| برایی           | -----                                                    | -----                                                    | aiβiiō                                                   |
| ازی             | apaṯ/ apāaṯ-ča                                           | -----                                                    | -----                                                    |
| وابستگی (اضافی) | apō/ apas-ča/ āpō                                        | -----                                                    | apąm                                                     |
| دری             | aipiia                                                   | -----                                                    | -----                                                    |

برای نمونه واژهٔ پَث (به اوستایی: 𐬞𐬀𐬚، آوانگاری: paθ) به معنای راه و مسیر که مذکر است و در این دسته گنجانیده می‌شود. (ستاک بالنده: پَنگتان (به اوستایی: 𐬞𐬀𐬧𐬙𐬁𐬧، آوانگاری: paṇ‎tāṇ‎)، ستاک میانه پَنگتَن (به اوستایی: 𐬞𐬀𐬧𐬙𐬀𐬧، آوانگاری: paṇ‎taṇ‎)، ستاک ضعیف: پَث (به اوستایی: 𐬞𐬀𐬚، آوانگاری: paθ))
صرف نام‌های اشتقاقی با پایانه‌های aŋt-دار، maŋt-دار و uuaŋt-دار (مذکر و خنثی) و aiŋtī-دار (مؤنث)
صرف نام‌های اشتقاقی با پایانه‌های an-دار، man-دار و uuan-دار (مذکر، خنثی و مؤنث)
صرف نام‌های با پایانه‌های in-دار (مذکر، خنثی و مؤنث)
صرف نام‌های با پایانه‌های n-دار و m-دار (مذکر و مؤنث)
صرف نام‌های با پایانه‌های tar-دار و ar-دار (مذکر)
صرف نام‌های با پایانه‌های s-دار یا h-دار (مذکر، خنثی و مؤنث)

### فروزه‌ها (صفت‌ها)

#### صرف
فروزه‌ها نیز به مانند نام‌ها در زبان اوستایی صرف می‌شوند و بسته به گونه پایانه‌ای که پیشتر گفته شده صرف می‌شوند.

#### فروزه‌های برتر (تفضیلی) و برترین (عالی)
در اوستایی برای ساخت به جنسیت توجه می‌شود. چنانچه فروزه‌ای برتر مذکر و خنثی ساخته شود از پسوندهای -tara و -iiah و برای ساخت فروزهٔ برترین مذکر و خنثی از پسوندهای -təma و -iṣ̌ta بکار گرفته می‌شود. برای ساخت همین فروزه‌ها برای جنسیت مؤنث به ترتیب -iiahī و -tarā برای فروزه‌های برتر و -təmā و -iṣ̌tā برای حالت برترین بکار بسته می‌شود. برای نمونه به مثال‌ها زیر بنگرید:
| ساده (مطلق) | برتر (تفضیلی)       | برترین (عالی) |
| ----------- | ------------------- | ------------- |
| aka         | akatara aṣ̌ah aṣ̌iiah | ačišta        |
| mas maz     | masiiah maziiah     | mazišta       |
| baēšaziia   | baēšaziiōtara       | baēšaziiōtəma |

### کارواژگان (افعال)
| شخص | مفرد | مثنی      | جمع   |
| --- | ---- | --------- | ----- |
| اول | -mi  | -vahi     | -mahi |
| دوم | -hi  | -tha      | -tha  |
| سوم | -ti  | -tō, -thō | -ṇti  |

## نمونه متن اوستایی
| الفبای اوستایی | 𐬀𐬵𐬌𐬌𐬃⸱𐬪𐬁𐬯𐬁⸱𐬥𐬆𐬨𐬀𐬢𐬵𐬁⸱𐬎𐬯𐬙𐬁⸱𐬥𐬀𐬰𐬀𐬯𐬙𐬋⸱𐬭𐬀𐬟𐬆𐬜𐬭𐬀𐬵𐬌𐬌𐬁⸱𐬨𐬀𐬌𐬦𐬌𐬌𐬇𐬎𐬱⸱𐬨𐬀𐬰𐬛𐬁⸱𐬞𐬀𐬋𐬎𐬭𐬎𐬎𐬍𐬨⸱𐬯𐬞𐬆𐬧𐬙𐬀𐬵𐬌𐬌𐬃⸱𐬀𐬴𐬁⸱𐬬𐬍𐬯𐬞𐬀𐬉𐬧𐬔⸱𐬳𐬌𐬌𐬀𐬋𐬚𐬀𐬥𐬁𐬌𐬱⸱𐬬𐬀𐬢𐬵𐬇𐬎𐬱⸱𐬑𐬭𐬀𐬙𐬍𐬨⸱𐬨𐬀𐬥𐬀𐬢𐬵𐬋⸱𐬪𐬁⸱𐬑𐬱𐬆𐬥𐬆𐬎𐬎𐬍𐬱𐬁⸱𐬔𐬇𐬎𐬱𐬗𐬁⸱𐬎𐬭𐬎𐬎𐬁𐬥𐬆𐬨𐬼                         |
| آوانگاری       | ahii̯ɒ: ja:sa: nəmaŋha: usta: nazasto: rafəðrahii̯a: maiɲii̯ə:uʃ mazda: pao:uruu̯i:m spəŋthaii̯ɒ: aʂa: vi:spe:ŋg ɕii̯o:θana:iʃ vaŋhə:uʃ χrati:m manaŋo: ja: χʃənəuu̯i:ʃa: gə:uʃt͡ʃa: uruu̯a:nəm. |
| ترانویسی       | ahyâ ýâsâ nemanghâ ustânazastô rafedhrahyâ manyêush mazdâ pourvîm speñtahyâ ashâ vîspêñg shyaothanâ vanghêush xratûm mananghô ýâ xshnevîshâ gêushcâ urvânem.                            |
| ترجمه          | خواستارم در نماز با دست‌های بلندشده، نخست، ای مزدا رامش برای همهٔ آفرینش سپند مینو، ای اردیبهشت (و) اینکه خرد بهمن را خشنود توانم ساخت و گوشورون را.                                      |

## برخی از گزاره‌های کوتاه اوستایی
در زیر برخی از گزاره‌های اوستایی به همراه ترجمه‌هایی به فارسی و انگلیسی آمده است:
| اوستایی             | فارسی                                    | انگلیسی                         | روشنگری‌ها                                           |
| ------------------- | ---------------------------------------- | ------------------------------- | --------------------------------------------------- |
| tapaiti             | گرم است.                                 | It's hot                        | همچنین می‌توان بدین گونه نیز ترجمه کرد که «او تفسید» |
| šiiauuaθa           | جابجا می‌شوید                             | You(p) move                     |                                                     |
| vō vatāmi           | شما را می‌فهمم                            | I understand you(p)             |                                                     |
| mā vātaiiaθa        | مرا می‌آموزید                             | You(p) teach me                 |                                                     |
| dim naiiehi         | او را راهنمایی می‌کنی                     | You lead him/her                |                                                     |
| dim vō nāiiaiieiti  | به شما اجازه می‌دهد [که] راهنمایی‌اش بکنید | He/she lets you(p) lead him/her | زمان حال                                            |
| mā barahi           | مرا می‌بری                                | You carry me                    |                                                     |
| nō baraiti          | ما را می‌برد                              | He/she carries us               |                                                     |
| θβā dim bāraiiāmahi | گذاشتیم [تا] او ترا ببرد                 | We let him/her carry you        | زمان حال                                            |
| drauuāmahi          | دویدیم                                   | We run                          |                                                     |
| dīš drāuuaiiāmahi   | ما گذاشتیم بدوند                         | We let them run                 | زمان حال                                            |
| θβā hacāmi          | دنبالت می‌کنم                             | I follow you                    |                                                     |
|                     |                                          |                                 |                                                     |
| ramaiti             | آرمید.                                   | He rests                        |                                                     |
|                     |                                          |                                 |                                                     |

## برای مطالعهٔ بیشتر
- اشمیت، رودیگر (۱۳۹۰). «دیگر گویش‌های ایرانی باستان». راهنمای زبان‌های ایرانی. ج. ۱. ترجمهٔ آرمان بختیاری، عسکر بهرامی، حسن رضایی باغ‌بیدی، نگین صالحی‌نیا. تهران: انتشارات ققنوس. شابک ۹۶۴-۳۱۱-۴۰۳-۱.
- کلنز، ژان (۱۳۹۰). «اوستایی». راهنمای زبان‌های ایرانی. ج. ۱. ترجمهٔ آرمان بختیاری، عسکر بهرامی، حسن رضایی باغ‌بیدی، نگین صالحی‌نیا. تهران: انتشارات ققنوس. شابک ۹۶۴-۳۱۱-۴۰۳-۱.
- تفضلی، احمد. «ادبیات اوستایی» تاریخ ادبیات ایران پیش از اسلام. به کوشش ژاله آموزگار. چاپ سوم تهران: سخن ۱۳۷۸.
- زبان فارسی و سرگذشت آن، نوشتهٔ دکتر محسن ابوالقاسمی.